# Daddy Daughter Trip
Daddy Daughter Trip (conocida en Latinoamérica como ¡Qué viaje con papá!) es una película cómica estadounidense de 2022 dirigida y protagonizada por Rob Schneider y escrita por Jamie Lissow y Patricia Maya Schneider. Filmada en Arizona, la película contó con las actuaciones de Jackie Sandler, Mónica Huarte, Miguel Ángel Muñoz, John Cleese, Miranda Schneider y Gavin Guerrero.

## Sinopsis
Un torpe padre de familia que quiere iniciar una carrera como inventor promete a su hija llevarla en un viaje por carretera. Sin embargo, los problemas económicos de su hogar y su imposibilidad para conseguir un empleo estable ponen en peligro esta promesa.

## Reparto
- Rob Schneider es Larry Buble

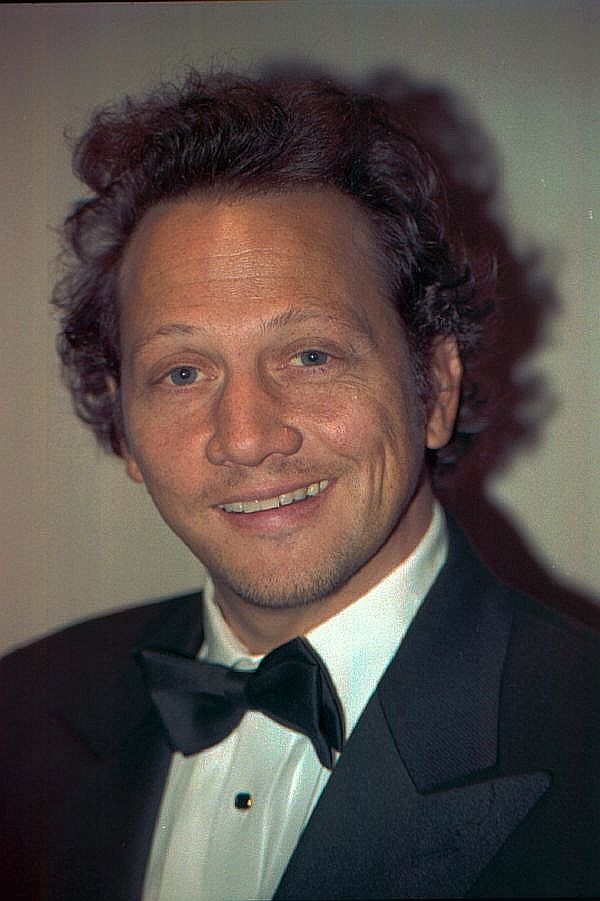
Rob Schneider protagonizó y dirigió el filme.

- Mónica Huarte es Fernanda Arechavaleta
- Miguel Ángel Muñoz es Santiago Arechavaleta
- Jackie Sandler es Megan Buble
- John Cleese es Frank
- Miranda Schneider es Meara Buble
- Gavin Guerrero es Theo
- Patricia Maya Schneider es Jeanine
- Michael Bublé es él mismo
- Madeline Schneider es Madeline
- Elle King es la granjera